# Мисс Москва
Мисс Москва́ — ежегодный конкурс красоты для жительниц города Москвы и Московской области в возрасте от 15 до 25 лет. Проводится с 1994 года.

## История конкурса
Предшественником конкурса «Мисс Москва» был один из первых советских конкурсов красоты  — «Московская красавица», проводимый в период 1988—1991 годов. Учредителем и организатором конкурса «Мисс Москва» является основанное в 1993 году одноимённое бюро, а затем Общероссийское общественное движение «Краса России». С момента создания директором конкурса является Андреева Татьяна Львовна. Конкурс зарегистрирован Комитетом по культуре Москвы с 1993 года.
22 января 1994 года в ГЦКЗ «Россия» был проведён первый конкурс «Мисс Москва». Членами жюри выступали: основатель первой в России негосударственной коммерческой радиостанции «Европа Плюс» Жорж Полински, Питер Ставицкий (президент польского конкурса красоты «Мисс Полония»), пол. Aleksandra Spieczyńska (победительница конкурса «Мисс Полония» в 1993 году) и модельер Валентин Юдашкин (впоследствии Юдашкин часто сотрудничал с организаторами конкурса, так в 1995 году он изготовил коллекции для всех выходов участниц: народный стиль, вечерние платья, деловой костюм)). Главным призом конкурса был автомобиль «Москвич-2141».
Вместе с победительницами региональных конкурсов красоты победительница «Мисс Москва» принимает участие в общероссийском конкурсе «Краса России» (в свою очередь, победительница «Красы» представляет Россию на международных конкурсах). Учредителем «Краса России» также является бюро «Мисс Москва», конкурс проводится с 1995 года, с момента, когда бюро получило лицензию от дирекции конкурса «Мисс Мира» на право участия в нём России.
Помимо главного титула «Мисс Москва» жюри конкурса присуждает также:
- I-я Вице-Мисс Москва;
- II-я Вице-Мисс Москва;
- III-я Вице-Мисс Москва;
- Мисс Очарование;
- Мисс Грация;
- Мисс Фото;
- Мисс Улыбка.

Учитывая немалую разницу в возрасте конкурсанток (от 15 до 29 лет), с 2008 года был введён титул Юная Мисс Москва, для участниц ещё не окончивших школу. Зрители конкурса выбирают Мисс Зрительских Симпатий, а сами участницы конкурса определяют номинацию Мисс Дружба. С 2008 года был введён еще один титул — «Юной Мисс Москва». Общее число возможных титулов и номинаций около 20. С 2012 число возможных титулов возросло, помимо соответствующего титула от инфоспонсоров были введены Краса Москвы (соответственно Юная Краса Москвы), Московская красавица и др.
В 2003 и 2005 годах конкурс не проводился. Как поясняли организаторы конкурса, например, в 2005 году конкурс не проводился потому, что победительницу должны были выбирать в декабре, но перенесли на апрель. В 2011 году из-за организационных накладок финальное шоу «Мисс Москва-2011» было перенесено на следующий год и объединено с конкурсом «Мисс Москва-2012».
24 июля 2006 года обладательница титула Мисс Москва, 19-летняя студентка юридической академии Александра Мазур (англ. Alexandra Mazur), победила в конкурсе «Краса России». За 11 лет существования конкурса «Краса России», Александра стала первой победительницей из Москвы. Мазур представляла Россию на мировом форуме красоты «Мисс Мира» в Варшаве, а 15 октября 2007 года принимала участие в Мисс Интернешнл-2007 в Токио (Япония), где вошла в число финалисток. 18 октября 2007 года обладательница титула Мисс Москва, Наталья Андреева, победила в конкурсе «Краса России».
15 июля 2009 года состоялся конкурс «Мисс Москва-2009», победителем которого стала Юлия Образцова. В номинации «Юная Мисс Москва-2009» стала 15-летняя Анфиса Данилина, а одной из вице-мисс стала Илона Селина. 1 июня 2013 года состоялся конкурс «Мисс Москва 2013», победителем которого стала 21-летняя студентка магистратуры МГУ имени М.В. Ломоносова по профилю финансовая экономика Дарья Ульянова, а титул Лучшая модель и приглашение участвовать в конкурсе «Краса России» получила 25-летняя Марина Сашина.

## Победительницы конкурса
| Год  | Дата       | Место                          | Финалисток | Мисс Москва          | Возраст | Примечание |
| ---- | ---------- | ------------------------------ | ---------- | -------------------- | ------- | --- |
| 1994 | 22 января  | ГЦКЗ «Россия»                  |            | Екатерина Шидловская | 17      | Студентка 1-го курса академии им. Плеханова. |
| 1995 | 15 января  | ГЦКЗ «Россия»                  | 20         | Анна Меньшикова      | 16      | Главный приз — автомобиль «Volvo» (при этом пятерка финалисток отправилась в круиз по Средиземноморью).                                          |
| 1996 |            | МДМ                            |            | Светлана Шумкова     | 17      | Главный приз: набор кожаной итальянской мебели и путевка в Израиль.                                                                              |
| 1997 | 19 июня    | МДМ                            |            | Анна Клецова         | 23      | Студентка МИКХ. |
| 1998 | 19 июня    | МДМ                            | 30         | Савицкая Елена       | 19      | Выпускница МБШ при ЦБРФ, модель агентства «Гелар Модас».                                                                                         |
| 1999 | 5 июня     | Площадь Революции              |            | Татьяна Григорьева   |         | Профессиональная модель. |
| 2000 | 12 июля    | «Бизнес-Центре» (пр. Мира, 72) | 27         | Екатерина Измаил     |         | Студентка РГГУ. |
| 2001 | 25 июля    | КЗ гостиницы «Орленок»         |            | Екатерина Торопова   | 15      | Школьница, модель. |
| 2002 | 17 февраля | БКЗ «Академический»            | 24         | Марина Федосова      | 18      | Студентка МГИУ |
| 2004 | 29 мая     | ММДМ                           | 18         | Мария Матей          | 18      | Выпускница лингвистической гимназии. Приз: 25 000 $ и кольцо с бриллиантом.                                                                      |
| 2006 | 25 апреля  | КЗ «Мир»                       |            | Александра Мазур     | 19      | Студентка МГЮА. |
| 2007 | 28 июня    | ККЗ «Пушкинский»               | 30         | Наталья Андреева     | 23      | Впервые в истории подобных конкурсов победительницей стала мама.                                                                                 |
| 2008 | 12 декабря | ККЗ «Октябрь»                  | 32         | Виктория Щукина      | 21      | Студентка ТГУ, модель и телеведущая; приз: сертификат на 300 000 рублей.                                                                         |
| 2009 | 15 июля    | ККЗ «Пушкинский»               | 28         | Юлия Образцова       | 25      | Актриса и модель. Основным призом стали колье с бриллиантами (стоимостью 1,5 млн. рублей и возможность стать новым лицом марки Bellini Gioielli. |
| 2010 | 1 июля     | Театр «Et cetera»              | 33         | Наталья Переверзева  | 21      | Студентка 4-го курса Финуниверситета. 15-й конкурс, юбилейный.                                                                                   |
| 2012 | 17 июля    | Театр «Et cetera»              | 28         | Марина Шутова        | 25      | Выпускница МГУПП получила титул «Мисс Москва-2011».                                                                                              |
| 2012 | 17 июля    | Театр «Et cetera»              | 28         | Алёна Клименко       | 25      | Выпускница РГСУ получила титул «Мисс Москва-2012».                                                                                               |
| 2013 | 1 июня     | Красная площадь                | 32 (33)    | Дарья Ульянова       | 21      | Студентка магистратуры МГУ |
| 2014 | 2 июля     | Театр «Et cetera»              | 28         | Ирина Алексеева      | 18      | Студентка ИСИ, балерина. |
| 2015 | 9 июня     | МГМТФ «Русская песня»          | 32         | Оксана Воеводина     | 22      | Студентка магистратуры факультета бизнеса РЭУ им. Плеханова. Родилась в г. Астрахань.                                                            |
| 2016 | 17 июня    | Театр «Et cetera»              | 42         | Татьяна Цимфер       | 25      | Проживает в Москве, родилась в г. Барнаул |
| 2017 | 27 ноября  | КЗ «МИР»                       | 40         | Елизавета Лопатина   | 21      | Выпускница РБИУ, родилась в г. Челябинск. |